# Tifoseria del Bologna Football Club 1909

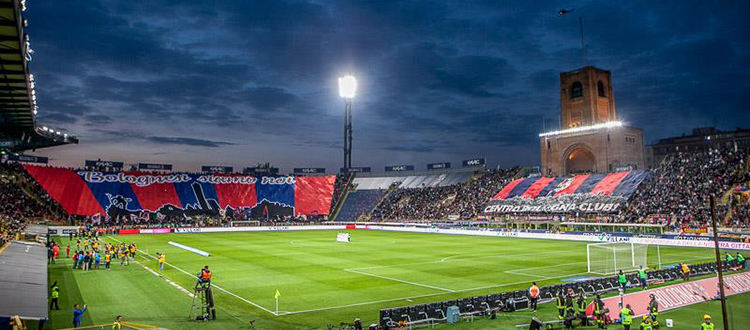
Una scenografia del tifo rossoblù stadio Renato Dall'Ara nella stagione 2016-2017.

In questa voce sono riportate informazioni relative alla storia ed evoluzione della tifoseria del Bologna Football Club 1909, società calcistica italiana con sede a Bologna.

## Contesto
Per le partite casalinghe la tifoseria organizzata si riunisce nella curva nord dello Stadio Renato Dall'Ara, dal 2009 intitolata a Giacomo Bulgarelli. La curva era in precedenza denominata "Andrea Costa", dal nome della via prospiciente quel lato dello stadio. La curva "San Luca", così chiamata perché si trova in direzione del Santuario della Madonna di San Luca, dal 2017 è intitolata ad Árpád Weisz. I primi agglomerati non di veri e propri tifosi, ma semplicemente di spettatori, si sono iniziati a formare già dal primo campionato disputato, tra il 1910 e il 1911, durante i quali si potevano contare abitualmente circa 500 persone. La cifra era considerata abbastanza elevata per l'epoca, in quanto i Felsinei se la dovevano vedere con squadre dell'hinterland cittadino; il prezzo del biglietto era comunque accessibile, ma già rappresentava il 10% degli introiti della neonata società. A partire dagli anni venti del XX secolo, si segnala la presenza di tifosi al seguito dei rossoblù sia in casa che in trasferta, come a Modena e Genova; celebre la finale scudetto del campionato 1924-25, detto anche scudetto delle pistole, che vide la tifoseria bolognese scontrarsi con quella genoana anche a colpi di rivoltella. Il Bologna ha portato avanti una campagna abbonamenti stagionale ininterrottamente dalla stagione 1963-1964. Nell'anno del tricolore, gli abbonati erano poco più di 5 000.

## Composizione demografica
In ambito nazionale, secondo la ricerca multiclient annuale "Sponsor Value", realizzata dal 2001 da StageUp e Ipsos su un campione di riferimento nella popolazione italiana di età compresa tra 16 e 64 anni, al 2023 il Bologna risultava essere la dodicesima squadra di Serie A più tifata d'Italia, potendo contare su un seguito stimato in circa 264 000 tifosi; i rossoblù, rispetto al quadriennio precedente dell'indagine "Sponsor Value", risultano in lieve calo nel numero di tifosi (310 mila nel 2022, 342 mila nel 2021, 324 mila nel 2020 e 328 mila nel 2019).
Sempre in Italia, in base ai sondaggi condotti dalla società "Demos & Pi" sul tifo calcistico e sportivo degli italiani, pubblicati sul quotidiano la Repubblica e realizzati quasi annualmente nel periodo compreso tra il 2005 e il 2024, nell'unica rilevazione in cui il Bologna è stato preso in esame (2010) gli è stato attribuito, nel Paese, una percentuale di tifoseria dell'1,70% tra coloro che seguono il calcio.

## Orientamento politico
Dal punto di vista politico, i gruppi di tifo organizzato del Bologna sono prevalentemente schierati su posizioni miste, senza un vero orientamento comune, ma sicuramente è legata da una cosa, l’amore e la fede per i colori rossoblu.

## Spettatori
La tifoseria rossoblù contribuisce ad una percentuale di riempimento dello Stadio Renato Dall'Ara, durante le gare casalinghe del Bologna, pari al 69,45% nella stagione 2023-2024. La migliore media di pubblico stagionale per la squadra, in campionato, fu registrata nell'annata 1997-1998, stagione in cui il Bologna acquistò in estate il calciatore Roberto Baggio, quando vi fu una presenza media di 31 937 spettatori per gara. I tifosi emiliani hanno fatto segnare il primato di abbonamenti stagionali in campionato per il club, acquistando 27 336 tessere, sempre in quella stessa stagione.
Il record assoluto di spettatori per un incontro casalingo del club fu registrato il 20 marzo 1983, per l'incontro Bologna-Milan insolitamente disputato in Serie B, con 47 619 paganti allo Stadio Renato Dall'Ara di Bologna; l'incontro con il record d'incasso della società per una singola partita è però del 14 Marzo 2013, quando i 34 415 paganti di Bologna-Juventus portarono il club a incassare 1 026 514 euro.
AbbonatiStagione0500010.00015.00020.00025.00030.0001963-19641984-19852005-2006Abbonati

## Presenza sui media digitali e reti sociali
Con la sopravvenuta espansione dei media digitali e dei social network in Italia dalla seconda metà degli anni 2000, il Bologna fa uso costante dal 2011 di questo genere di piattaforme, nell'ambito di una politica di rafforzamento del marchio condotta dal presidente Albano Guaraldi: ad agosto 2025 i Rossoblù risultano seguiti da 1 milione di fan su Facebook, oltre 203 000 su X — a cui vanno aggiunti i dati degli altri profili ufficiali in inglese e giapponese —, più di 614 000 su Instagram, circa 604 000 su TikTok e più di 54 000 su Threads. Il club è presente in altri servizi Internet, tra i quali YouTube, con oltre 84 000 iscritti e più di 27 milioni di visualizzazioni.

## Fan club
La prima associazione di tifosi fu il Centro Club Forza Bologna, fondato da Gino Villani nel 1963. Dopo la scomparsa nel 1978 di Villani, ci fu una decadenza della prima organizzazione che si sciolse nel 1979. Nel 1989 avviene l'unificazione di varie organizzazioni contrapposte, tra cui il Centro di Coordinamento e la Federazione Nazionale dei Bologna Clubs, dando vita al Centro Bologna Clubs (CBC), principale organo di coordinamento che raccoglie club ufficialmente riconosciuti dalla società. Nel 2010, sono nate le Associazioni Rossoblu. Si tratta di quattro Associazioni di tifosi che hanno acquistato quote della società e sono tuttora socie della compagine societaria. La più importante di esse è Futuro Rossoblu (https://www.futurorossoblu.it) che conta oltre 4.000 iscritti.
Al 2024, la compagine rossoblù vanta un discreto quantitativo di sostenitori, organizzati in 66 fan club sparsi in quasi tutte le regioni d'Italia e in molte nazioni nel resto del mondo, per un totale di 3 400 iscritti. All'estero sono presenti negli Stati Uniti (New York, New Orleans, Miami), in Australia (Melbourne), in Germania il Berlino Rossoblù fan club (fondato ufficialmente nel febbraio 2024) ed il FC Bologna Club Monaco di Baviera, in Ungheria (Budapest), in Spagna (Formentera, Madrid), in Portogallo (Lisbona), in Belgio (Bruxelles), in Thailandia (Phuket), Malta, in Canada, in Uruguay ed in Giappone.
Nel 2012 il Centro Bologna Clubs da vita al progetto "Percorso della Memoria Rossoblù", che nel 2015 si costituisce associazione, con lo scopo di tutelare e promuovere la storia del Bologna Football Club 1909 e della sua comunità di tifosi.

## Tifoseria organizzata

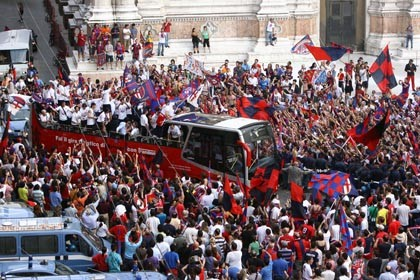
I festeggiamenti in Piazza Maggiore per la promozione in Serie A del Bologna nella stagione 2007-2008

I primi gruppi organizzati di tifosi del Bologna nascono nel 1972, con la comparsa di Bologna Commandos e Brigate Rossoblù. Dalla fusione dei gruppi preesistenti, nel settembre 1974, nasce il gruppo Forever Ultras (contraddistinto anche dalla sigla URB '74, ovvero Ultras RossoBlù '74), che per quasi cinque anni fu l'unico gruppo organizzato a sostegno dei rossoblù.
È Roberto Melotti, per tutti “il Bimbo”, a dare in questo periodo un’identità e un’organizzazione precisa al gruppo e al tifo in Curva Andrea Costa.
In seguito, sorsero altri gruppi storici come Supporters nati nel 1979, Mods nel 1982, Total Chaos nel 1985 e Freak Boys nel 1986, che affiancheranno gli Ultras nella gestione del tifo in curva negli anni ottanta e novanta.
Nel 1990 nascono i Facinorosi e nel 1991 i Cappottati, mentre nel 1994 i Total Chaos si sciolgono.
Nel 2001 nasce Vecchia Guardia formato da ex appartenenti di Forever Ultras e Mods.
Nel 2004 nasce ControTendenza formato da ex appartenenti di Forever Ultras e Supporters.
Attualmente i gruppi principali sono: Forever Ultras 1974, Vecchia Guardia 1974, Freak Boys 1986, Mai Domi, ControTendenza, Settore Ostile e Cappottati.

### Cronologia
1972 - Nascita di Bologna Commandos
1973 - Nascita di Brigate Rossoblù
1974 - Scioglimento di Bologna Commandos
1974 - Scioglimento di Brigate Rossoblù
1974 - Nascita dei Forever Ultras
1979 - Nascita dei Supporters
1982 - Nascita dei Mods
1985 - Nascita dei Total Chaos
1986 - Nascita dei Freak Boys
1990 - Nascita dei Facinorosi
1991 - Nascita dei Cappottati
1994 - Scioglimento dei Total Chaos
2001 - Nascita di Vecchia Guardia 1974
2004 - Nascita di ControTendenza
2012 - Scioglimento dei Mods
2012 - Nascita di Settore Ostile
2012 - Nascita di Beata Gioventù
2016 - Scioglimento di Beata Gioventù
2016 - Nascita di Mai Domi
2019 - Scioglimento dei Supporters

## Gemellaggi e rivalità

### Gemellaggi
| - Milan (1976-1996) - Roma (terminato nel 1997) - Napoli (terminato nel 1990) - Ancona (1982-1992) | - Udinese (terminato) - Padova (1984-1992) - Ravenna (dagli anni ottanta) - Centese (dagli anni ottanta) |

Gli unici gemellaggi riconosciuti da tutta la curva sono con gli ultras del Ravenna e della Centese, nati negli anni '80.  Negli anni '80 e '90 i gemellaggi e le amicizie erano molto più numerosi: i più forti erano quelli con Milan, Roma e Napoli, con cui adesso vi è un'accesa rivalità.

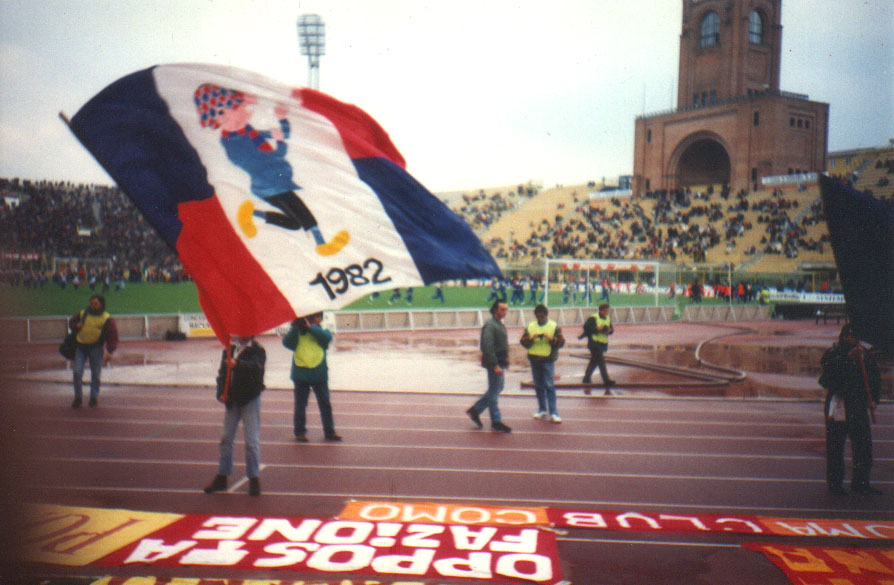
Vecchio gemellaggio con la tifoseria della

### Amicizie
I gruppi Forever Ultras e Freak Boys hanno un'amicizia dal 2008 con gli ultras tedeschi del Bochum e con gli ultras del Viareggio dal 2005. I gruppi Mai Domi e Settore Ostile hanno amicizie con il gruppo E.A.M. (Estranei Alla Massa) della Nocerina e con le tifoserie organizzate di Siena, Avellino, Piacenza ed Egaleo.

### Rivalità
La rivalità più sentita è quella con la Fiorentina, con cui il Bologna disputa il cosiddetto derby dell'Appennino. La rivalità peggiorò dopo gli incidenti del 18 giugno 1989, quando il treno coi tifosi emiliani diretti in Toscana subì un agguato nei pressi della stazione di Firenze, culminato con il lancio di una molotov che esplose all'interno di un vagone provocando il ferimento di diversi tifosi rossoblù e lo sfiguramento di un minorenne. La seconda rivalità più sentita è quella col Parma, partita che viene definita come il derby dell'Emilia. Oltre ai già citati casi di Roma, Milan e Napoli, altre rivalità altrettanto sentite sono quelle con i corregionali del Modena (accentuata dall'ex-gemellaggio che li legava alla Fiorentina, con cui mantengono comunque rapporti amichevoli), della SPAL e del Cesena.
Quella con il Verona è una rivalità piuttosto antica, risalente addirittura all'alba del calcio in Italia, quando entrambe le squadre militavano nel girone Veneto-Emiliano di Prima Categoria (l'allora massima serie). Quando poi negli anni '70 iniziarono a formarsi le odierne tifoserie organizzate, i rapporti campanilistici e sportivi si acuirono, dal momento che la curva rossoblù era nata rossa (molti ultras erano esponenti tesserati a movimenti di sinistra o estrema sinistra) mentre quella gialloblù era neutra; le due fazioni si scontrarono per la prima volta nel 1973 presso la Stazione di Verona Porta Nuova, dove i bolognesi cercarono intenzionalmente veronesi militanti in organizzazioni come Fronte della Gioventù e Ordine Nuovo. L'odio reciproco toccò il fondo quando, nel 1976, le ex-Brigate Gialloblù strinsero il celebre e solido gemellaggio con la Fiorentina.
Altre rivalità sono quelle con la Sampdoria, il Vicenza, il Torino, l'Inter, e l'Olympique Marsiglia, a seguito di gravi incidenti tra le due tifoserie accaduti durante la semifinale di andata di Coppa UEFA a Marsiglia, e in quella di ritorno giocata a Bologna, in cui rimasero coinvolti molti tra calciatori, dirigenti e tifosi di entrambe le squadre, che costò l'eliminazione dei rossoblù dalla competizione complice un rigore molto dubbio a favore dei francesi. Con la Juventus la rivalità è legata specialmente al caso Calciopoli, che penalizzò il Bologna fino a farlo retrocedere in Serie B. Negli anni recenti la rivalità è stata rafforzata da alcune dichiarazioni dell'ex presidente felsineo Giuseppe Gazzoni Frascara.
Nel corso degli anni ci furono scontri anche con i tifosi di Brescia, Atalanta, Spezia, Cagliari, Norimberga, Livorno, Venezia,  e Lecce.

## Filmografia
- Quanti siamo quelli che siamo (di Enza Negroni, 2003)
- E noi ve lo diciamo (di Gianluca Marcon, 2011)